# Luis Chérrez
Luis Aníbal Chérrez Canseco (Ambato, 19 gennaio 1968) è un ex calciatore ecuadoriano, di ruolo attaccante.